# Полушаровидные щитники
Полушаровидные щитники (лат. Plataspidae) — семейство насекомых из отряда полужесткокрылых, насчитывающее 604 вида в 66 родах. Крупнейший род Comptosoma включает 280 видов. В Европе обитают 4 вида.

## Описание
Клопы мелких и средних размеров, в длину достигающих от 2 до 20 мм. Щиток округлённый, доходит до вершины брюшка. Питаются растениями из семейства бобовые, некоторые виды вредят культурным видам, в том числе фасоли и сое.

## Распространение
Встречаются в Старом Свете, наибольшее видовое богатство отмечено в Ориентальной области.